# Ryūsei no kizuna
Ryūsei no kizuna (流星の絆? in inglese Meteor Bonds) è in origine un romanzo del famoso scrittore di drammi polizieschi Keigo Higashino, da cui è stato tratto un dorama di TBS mandato in onda nel 2008 con Kazunari Ninomiya, Ryō Nishikido e Erika Toda come interpreti principali.

## Trama
Koichi, Taisuke e Shizuna sono tre fratelli molto legati tra loro, soprattutto dopo il terribile avvenimento che sconvolse le loro esistenze quando ancora si trovavano a frequentare le scuole elementari: i loro genitori sono stati difatti brutalmente assassinati da misteriosi criminali.
I tre giurarono l'ultima sera che passarono a casa, davanti ad una stella cadente dalla finestra della loro camera, che appena fossero cresciuti avrebbero fatto di tutto per vendicarsi e smascherare i colpevoli: intanto vengono costretti da allora in poi ad essere ospitati in un istituto per orfani.
Ma 14 anni dopo i tre danno il via ad indagini approfondite che li porta ad un passo dalla soluzione.
Improvvisamente innumerevoli fatti nuovi, di cui non avevano minimamente sospettato, giungono un po' alla volta alla superficie, rendendo la vicenda di sangue ancora più strana e truce. I giovani mettono in opera un piano che reputano infallibile; la loro rete un poco alla volta si dipana stringendosi attorno ai responsabili.

## Protagonisti
- Kazunari Ninomiya - Koichi Ariake
- Ryusei Saito - Koichi da bambino
- Ryō Nishikido - Taisuke Ariake
- Issei Kakazu - Taisuke da bambino
- Erika Toda - Shizuna Ariake
- Sea Kumada - Shizuna da bambina
- Jun Kaname - Yukinari Togami
- Toshinori Oumi - George Hayashi
- Osamu Shitara - Shinji Hagimura
- Akira Emoto - Masayuki Togami
- Ryo (attrice) - Toko Ariake
- Susumu Terajima - Yukihiro Ariake
- Tomokazu Miura - Yasutaka Kashiwabara
- Kenta Kiritani - Hisanobu Takayama
- Mika Nakashima - Sagi

### Star ospiti
- Taiyo Sugiura - Kazuya (ep 1,4)
- Shoko Ikezu - Miwa Katsuragi (ep 1)
- Tomiyuki Kunihiro - Nobuo Yazaki (ep 3,6)
- Seminosuke Murasugi - Katsuo Tsukimura (ep 3-5,8)
- Kazuaki Hankai - Teranishi (ep 3,6)
- David Itō - Takehiro Sawai (ep 4)
- Eri Tokunaga - Chiemi (ep 4)
- Yumi Aso - Toko Yazaki (ep 5,6)
- Morishita Aiko - Kimiko Togami (ep 5-10)
- Shoichiro Tanigawa - manager di un ristorante (ep 5)
- Kiyohiko Ichihara - a shopkeeper (ep 5)
- Akio Kaneda - chief clerk (ep 7)
- Yusuke Shoji - Tsujimura (ep 7)

## Episodi
1. Higashino Keigo x Kudo Kankuro! The No.1 Tearful, Moving, Epic Mystery
2. The Umbrella, the Portrait, and the Mysterious Woman
3. Parents' Secret and the Hashed Meat Prince
4. A Memory That is Connected to the Real Perpetrator
5. Enemy's Son and the Stolen Flavour
6. We Are Not Real Brothers and Sister
7. Our Sister is in Love with the Enemy's Son
8. Our Sister's True Self and the Cornered Perpetrator
9. Final Confession On the Day the Statute of Limitation Ends
10. You Are the Perpetrator! The Fate of the 3 Siblings... A Tearful and Moving Final Episode!